# Benátky
Benátky (deutsch: Benatek, älter Benatz) ist eine Gemeinde in Tschechien. Sie liegt zehn Kilometer südöstlich von Hořice und gehört zum Okres Hradec Králové.

## Geographie

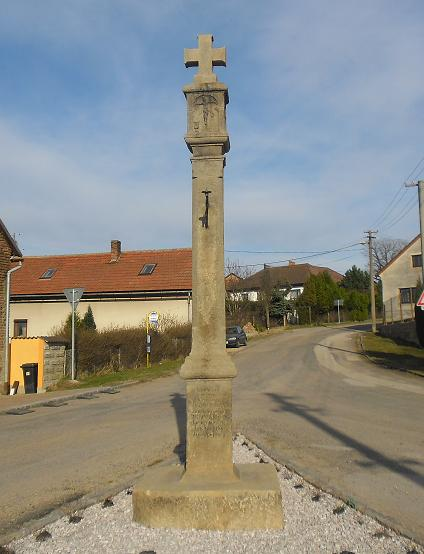
In Benátky

Benátky befindet sich auf der Ostböhmischen Tafel linksseitig der Bystřice. Im Süden erhebt sich der Hügel Svíb (Swiep, 330 m). Südlich des Dorfes liegt das Schlachtfeld der Schlacht bei Königgrätz mit zahlreichen Gedenksteinen. Westlich von Benátek verläuft die Trasse der Eisenbahnstrecke Hořice–Hradec Králové, an der einen Kilometer westlich des Ortes die Bahnstation Hněvčeves liegt. Im Norden führt die Nebenbahnstrecke von Hněvčeves nach Smiřice vorbei.
Nachbarorte sind Cerekvice nad Bystřicí und Želkovice im Norden, Vrchovnice im Nordosten, Pazderna und Hořiněves im Osten, Máslojedy im Südosten, Čistěves im Süden, Dohalice und Sadová im Südwesten, Sovětice und Hněvčeves im Westen sowie Třebovětice im Nordwesten.

## Geschichte
Die erste urkundliche Erwähnung des Dorfes erfolgte im Jahre 1349, als es der Opatowitzer Abt Jan Neplach auf Weisung des Prager Erzbischofs Ernst von Pardubitz dem Kloster Wrchlab übertragen musste.
Nach der Aufhebung der Patrimonialherrschaften bildete Benátky ab 1850 eine Gemeinde im Bezirk Königinhof.
Am 3. Juli 1866 trafen während des Deutschen Krieges westlich des Dorfes im Swiepwald die verfeindeten preußischen und österreichischen Truppen aufeinander. Die blutige Schlacht, die sich auch auf den Hügel Chlum ausdehnte, ist als Schlacht bei Königgrätz in die Geschichte eingegangen.
1949 wurde das Dorf nach Hořiněves eingemeindet und kam gleichzeitig zum Okres Jaroměř. Ab dem 1. Jänner 1961 entstand die Gemeinde Benátky wieder, sie gehörte fortan zum Okres Hradec Králové. 1980 erfolgte wiederum eine Eingemeindung nach Hořiněves, die bis 1990 bestand. Seitdem besteht die Gemeinde Benátky wieder.

## Gemeindegliederung
Für die Gemeinde Benátky sind keine Ortsteile ausgewiesen.

## Sehenswürdigkeiten
- Wald Svíb (Swiepwald) mit Gedenksteinen an die Schlacht bei Königgrätz von 1866